# Takashi Yoshimatsu
Takashi Yoshimatsu (吉松隆); Yoshimatsu Takashi) est un compositeur japonais contemporain de musique classique. Il a composé la musique du remake 2003 d'Astro le petit robot.

## Biographie
Takashi Yoshimatsu est né à Tokyo, au Japon, et comme Toru Takemitsu, il n'a pas reçu de formation musicale dans sa jeunesse. Il a quitté la faculté de technologie de l'Université Keiō en 1972, et a rejoint un groupe amateur nommé NOA comme pianiste, imitant la musique des Pink Floyd. Il s'est intéressé au jazz et au rock progressif, en particulier en explorant les possibilités offertes par la musique électronique.
Il était un fan des Walker Brothers et des Ventures quand il avait 13 ans, mais à 14 ans, il a été fasciné par les symphonies de Beethoven et de Tchaïkovski. Il a commencé à composer de nombreuses pièces avant de se faire un nom en 1981 avec « Threnody for Toki » marqué par le sérialisme. Peu de temps après, il s'est éloigné de la musique atonale, et a commencé à composer dans un style néo-romantique libre avec de fortes influences du jazz, du rock et de la musique classique japonaise, renforçant sa réputation avec son  concerto pour guitare de 1984. En 2007, Yoshimatsu avait composé cinq symphonies, des concertos pour basson, violoncelle, guitare, trombone, saxophone alto, saxophone soprano et pour les instruments traditionnels japonais, ainsi que deux concertos pour piano (un pour la main gauche seule et un pour les deux mains), un certain nombre de sonates, et diverses pièces plus courtes pour les ensembles de différentes tailles. Ses « Atom Hearts Club Suites » pour orchestre à cordes rendent explicitement hommage aux Beatles, aux Pink Floyd et Emerson, Lake & Palmer.
Il a publié des essais sur la musique classique. Il aime dessiner et illustre lui-même ses livres.

## Œuvres principales
- Symphonie Kamui-Chikap (Symphonie nº 1), Op. 40 (1990)
- Symphonie nº 2 "At Terra", Op. 43 (1993)
- Symphonie nº 3, Op. 75 (1998)
- Symphonie nº 4, Op. 82 (2000)
- Symphonie nº 5, Op. 87 (2001)
- Symphonie n° 6 "Birds and Angels", Op. 113 (2014)
- Concerto pour guitare "Pegasus Effect", Op. 23 (1984)
- Concerto pour basson "Unicorn Circuit", Op. 36 (1988)
- Concerto pour trombone "Orion Machine", Op. 55 (1993)
- Concerto pour saxophone "Cyber Bird", Op. 59 (1994)
- Concerto pour piano "Memo Flora", Op. 67 (1997)
- Threnody to Toki, Op. 12 (1980)
- Atom Hearts Club Suite I pour orchestre à cordes, Op. 70b (1997)
- Atom Hearts Club Suite IIa pour orchestre à cordes, Op.79a (1999)
- Pleiades Dances (en) I, Op. 27 (1986)
- Pleiades Dances II, Op. 28 (1987)
- Pleiades Dances III, Op. 35 (1988)
- Pleiades Dances IV, Op. 50 (1992)
- Pleiades Dances V, Op. 51 (1992)
- Pleiades Dances VI, Op. 71 (1998)
- Pleiades Dances VII, Op. 76 (1999)
- Pleiades Dances VIII, Op. 78a (1999)
- Pleiades Dances IX, Op. 85 (2001)
- Tapiola Visions (pour la main gauche), Op. 92 (2004)
- Ainola Lyrical Ballads (pour la main gauche), Op. 95 (2006)
- Gauche Dances (pour la main gauche), Op. 96 (2006)